# Granatellus venustus
Granatelo-de-peito-vermelho ou polícia-do-mato-de-peito-vermelho (Granatellus venustus) é uma espécie de ave da família Cardinalidae.
É endémica do México.
Os seus habitats naturais são: florestas secas tropicais ou subtropicais .